# マックス・クラーク
マックス・オリヴァー・クラーク（Max Oliver Clark、1996年1月19日 - ）は、イングランド・キングストン・アポン・ハル出身のサッカー選手。ジリンガムFC所属。ポジションはディフェンダー。

## 経歴
ハル・シティAFCの下部組織出身。2017-18シーズンの開幕節アストン・ヴィラ戦トップチーム初出場を飾ると、ステファン・キングスレイとのポジション争いを制し、左サイドバックのレギュラーの座を確保した。
2018年6月22日、フィテッセと3年契約を結んだ。
2021年2月1日、ハル・シティに復帰した。
2021年6月17日、フリートウッド・タウンFCに1年契約で移籍した。
2022年1月21日、ロッチデールAFCに移籍した。
2022年6月16日、スティヴネイジFCに移籍した。
2023年7月、ジリンガムFCに移籍した。